# Wakoná
Wakoná (Aconã, Aconan, Iakoná, Jakonã, Uakona), pleme američkih Indijanaca iz brazilske države Alagoas, čija se izvorna lokacija nalazila u zoni Lagoa Comprida i Penedo, a kasnije u Pôrto Real do Colégio. Prema Alainu Fabreu, suvremeni Xukuru Kariri porijeklom su od plemna Aconans, Cropotó, Cariri, Ceococes (možda plural od Ciocó/ Xokó) i Prakió, koja 1760. nalazimo na aldeji Pôrto Real do Colegio.
U etničkoj grupi preostalo je između 500 i 1.000 Aconan Indijanaca (prema SIL-u). Jezično su neklasificirani, ali se dovode u vezu s plemenima Xocó, Kariri-Xocó, Xukuru-Kariri, i moguće Natú.

## Vanjske poveznice
- Xocó, Xucuru-Kariri y Cariri-Xocó  Arhivirana inačica izvorne stranice od 6. veljače 2012. (Wayback Machine)